# 哈賓 (堪薩斯州)
哈賓（英語：Harbine）是位於美國堪薩斯州里帕布利克縣的一個非建制地區。

## 地理
哈賓所處的海拔為高於海平面512米（即1680英呎），而該地所採用的時區為UTC-6，即北美中部時區（CST）。同時該地設有夏令時間，為UTC-6調快一小時，即UTC-5（CDT）。